# Parco naturale regionale del Monte San Bartolo

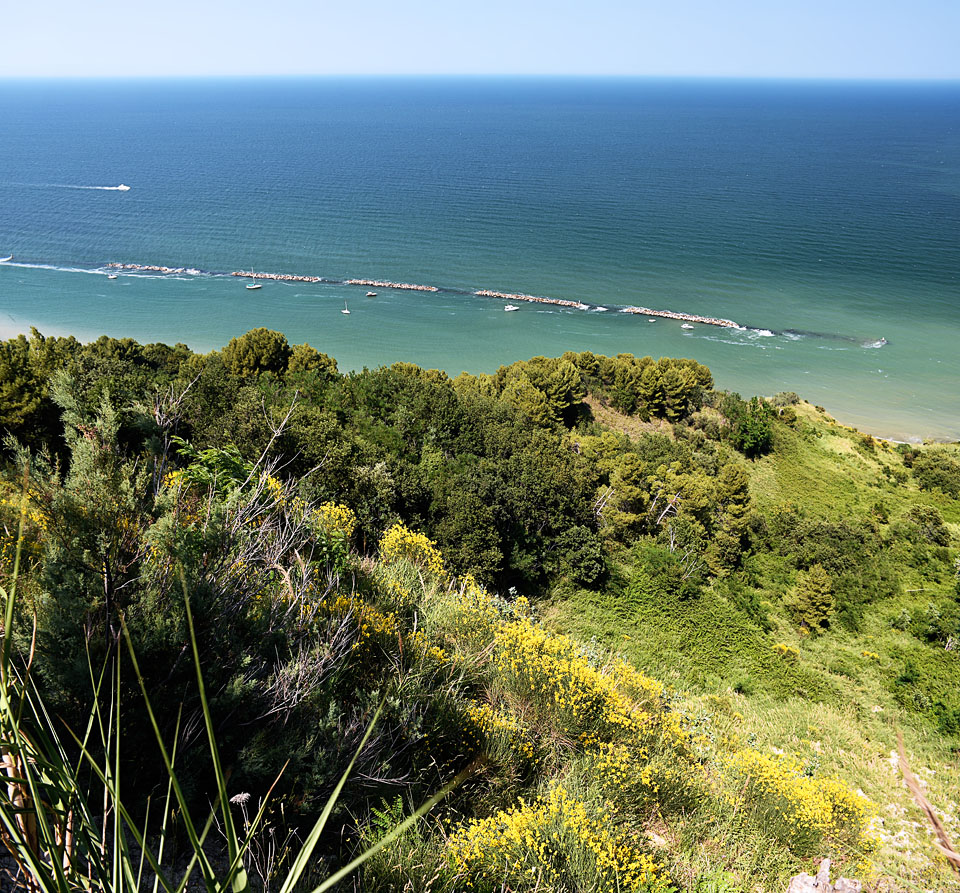
Monte San Bartolo

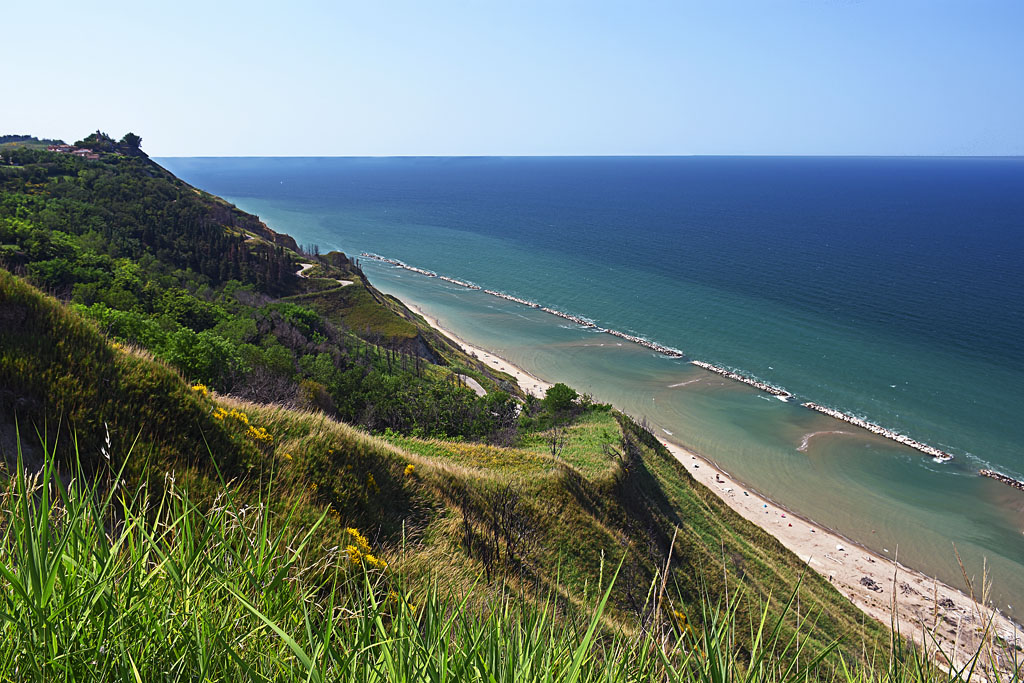
Fiorenzuola, spiaggia

Il parco naturale regionale del Monte San Bartolo è un'area naturale protetta della regione Marche, istituita nel 1994, situata a ridosso della costa adriatica nella provincia di Pesaro e Urbino; il suo territorio è compreso a nord nel comune di Gabicce Mare e a sud nel comune di Pesaro.

## Territorio
Il territorio è particolare per le falesie e grotte presenti in questo piccolo promontorio. Anche Dante Alighieri nella Divina Commedia lo descrive come ventoso e pericoloso per i naviganti.
« E fa sapere a' duo miglior di Fano,

A Messer Guido et anche ad Agnolello

Che, se l'antiveder qui non è vano

Gittati saran fuor di lor vasello,

E mazzerati presso alla Cattolica,

Per tradimento d'un tiranno fello.

Tra l'isola di Cipri e di Maiolica

non vide mai sì gran fallo Nettuno,

non da pirate, non da gente argolica.

Quel traditor che vede pur con l'uno,

e tien la terra che tale qui meco

vorrebbe di vedere esser digiuno,

farà venirli a parlamento seco;

poi farà sì, ch'al vento di Focara

non sarà lor mestier voto né preco. »
Inferno XXVIII, 76-90
Queste colline emergono tra le basse sabbiose coste della Romagna e delle Marche ed hanno una strettissima spiaggia formata per lo più da depositi di ghiaia franata dalle pareti sovrastanti.
È presente un particolare  tipo di ciottoli detti cogoli che un tempo venivano raccolti per essere poi utilizzati come materiale da costruzione nei centri abitati dei dintorni. Quest'attività non è più permessa poiché molto probabilmente ha favorito l'accelerarsi dei fenomeni erosivi.
Le ripide falesie qui presenti sono un esempio di formazione stratigrafica del periodo del messiniano.
Il 5 agosto 2017 è stato interessato da un grave incendio che ha distrutto 142 ettari di terreno compresi tra Fiorenzuola di Focara e Casteldimezzo.

## Galleria d'immagini

Gabicce Monte e Vallugola visti da Gabicce Mare
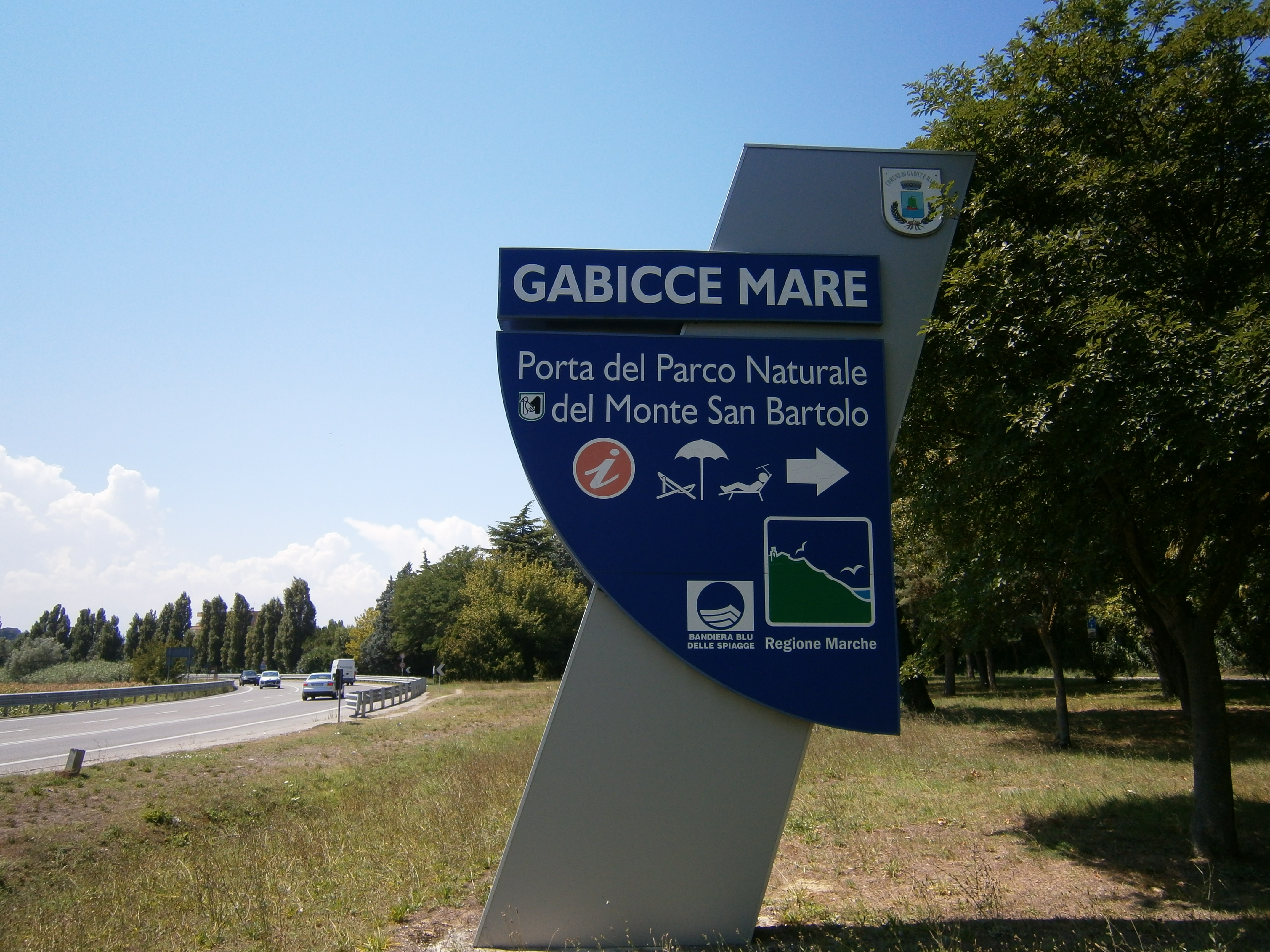
Gabicce Mare, "porta" del Parco Naturale Monte San Bartolo
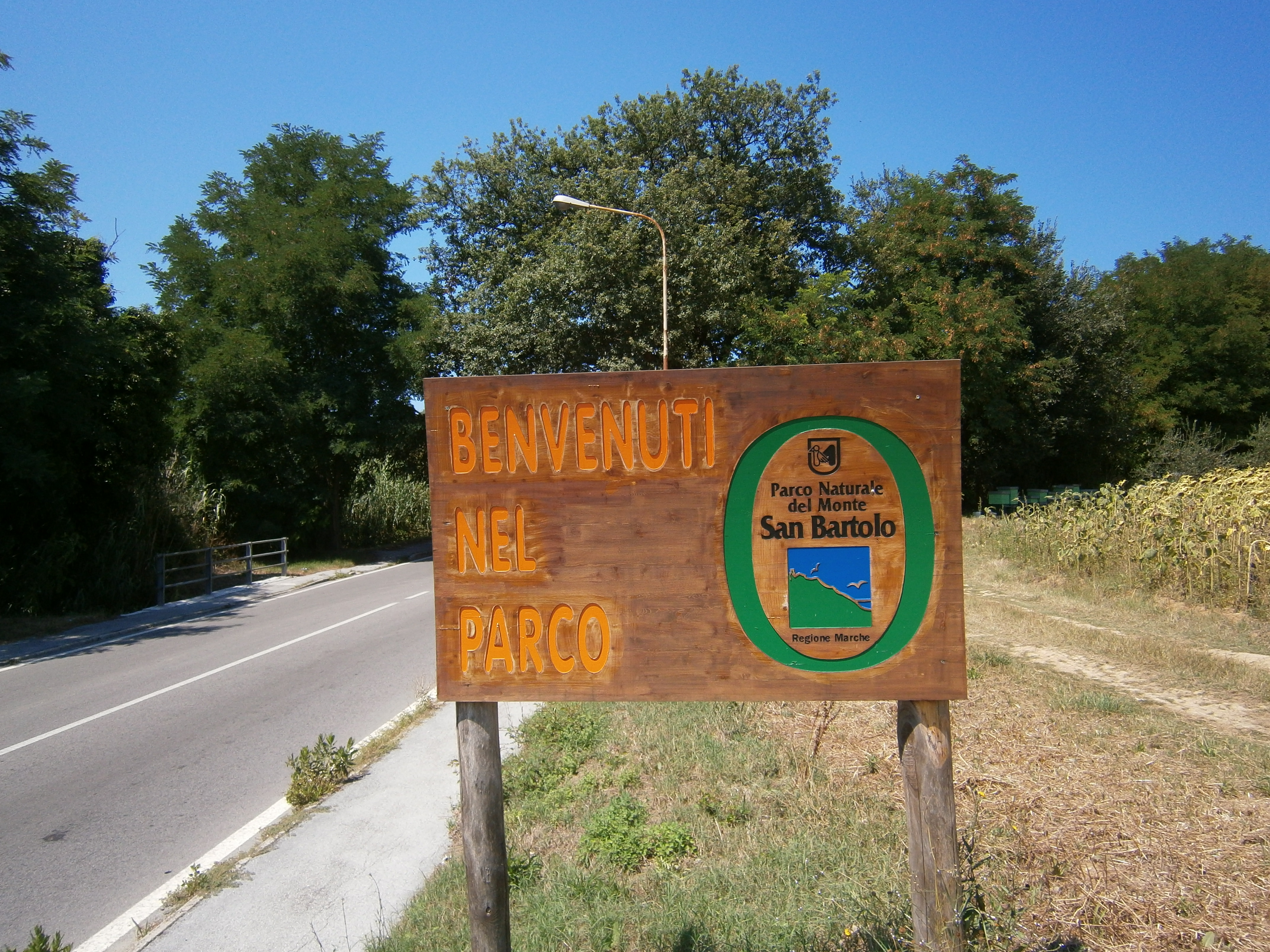
Gabicce, accesso nel Parco Naturale del Monte San Bartolo